# زوکه (لازارواتس)
زوکه (به صربی: Zeoke) یک منطقهٔ مسکونی در صربستان است که در لازارواتس واقع شده‌است. زوکه ۱۰٫۲۴ کیلومتر مربع مساحت و ۷۲۲ نفر جمعیت دارد و ۱۳۴ متر بالاتر از سطح دریا واقع شده‌است.